# Hirschsprung (Pflanze)
Der Gemeine Hirschsprung (Corrigiola litoralis), auch Gewöhnlicher Hirschsprung oder Ufer-Hirschsprung genannt, ist eine Pflanzenart aus der Gattung Corrigiola innerhalb der Familie der Nelkengewächse (Caryophyllaceae).

## Beschreibung

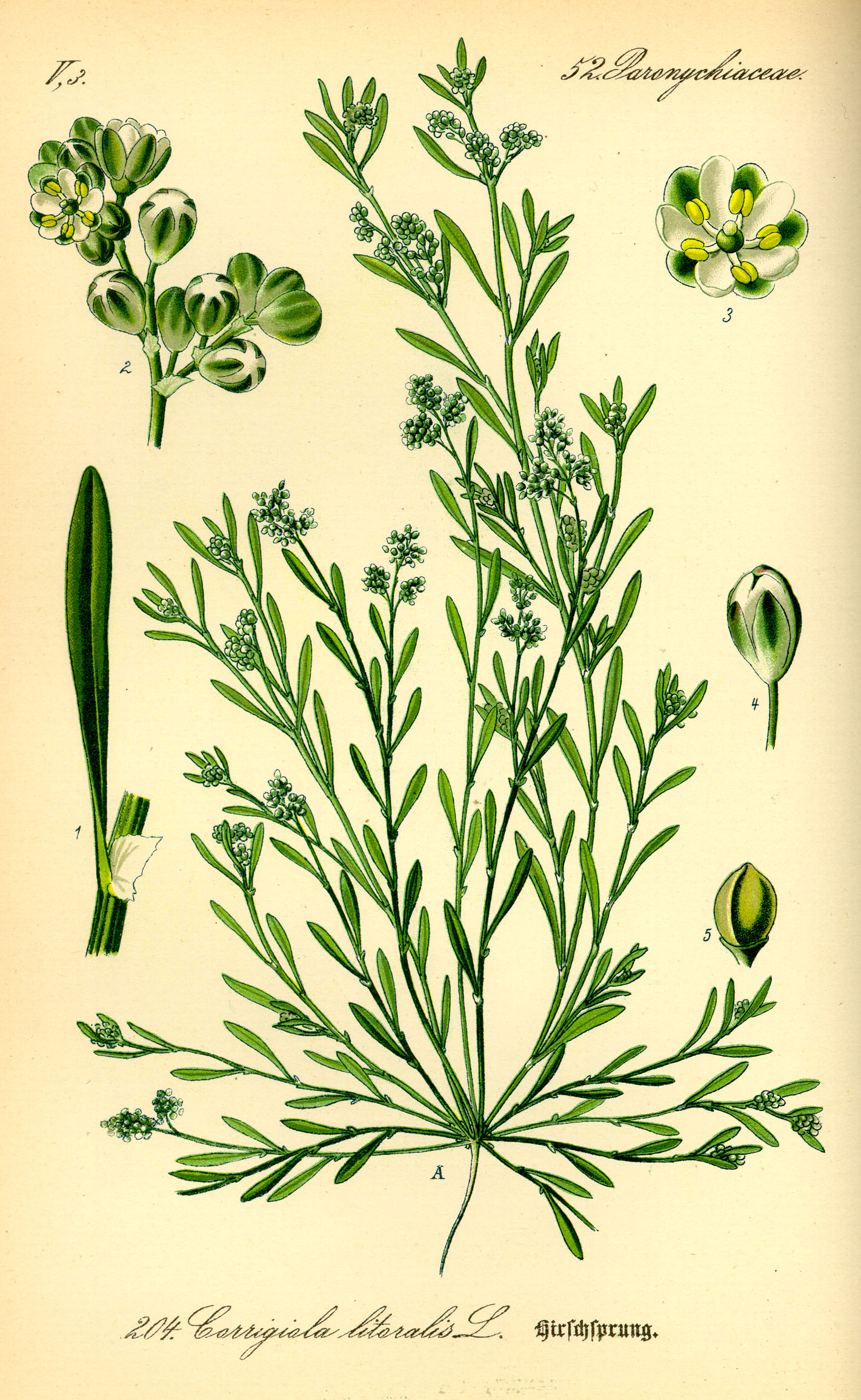
Illustration

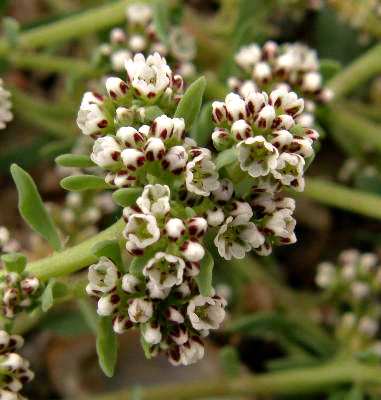
Nahaufnahme der Blütenstände und Blüten

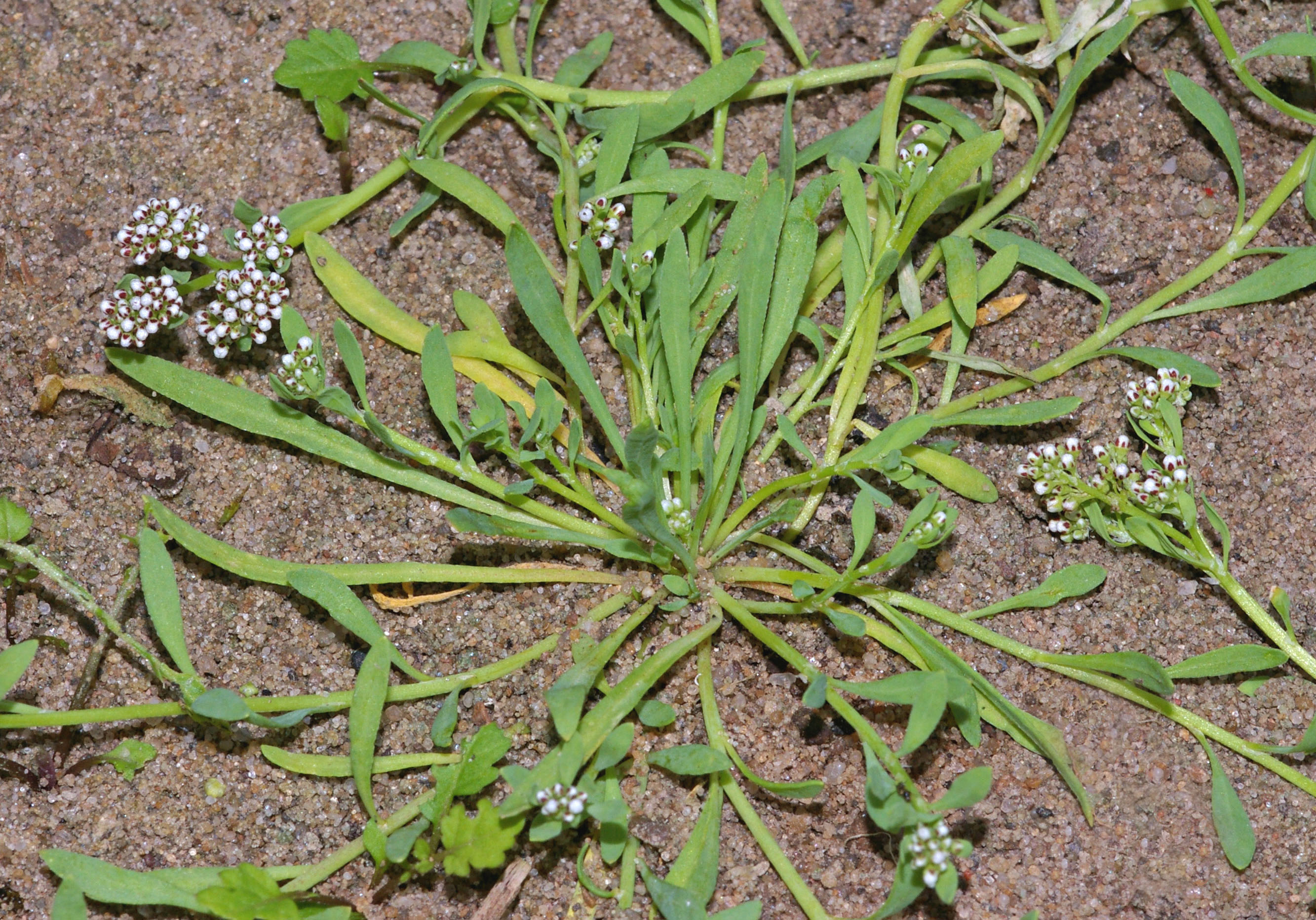
An der Sprossbasis der kriechenden Pflanze stehen mitunter aufrechte, linealische Blätter.

### Vegetative Merkmale
Der Gewöhnliche Hirschsprung wächst als kahle, einjährige krautige Pflanze, die am Grund reich verzweigt ist. Die niederliegenden Stängel erreichen Längen von meist 7 bis 25, selten bis zu 50 Zentimetern. Die Stängel sind von Grund an in zahlreiche niederliegende oder nur in der Blütenregion aufsteigende Zweige geteilt. Die Wuchsform ähnelt oft flachen, dem Boden aufliegenden Polstern. Die Pflanzenteile wirken insgesamt blau- bis grau-grün.
Die wechselständig angeordneten Laubblätter sind ganzrandig. Die Blattspreite hat einen linealischen bis schmal-lanzettlichen, spateligen Umriss. An ihrer Basis befinden sich sehr kleine weiß trockenhäutige  halbpfeilförmige Nebenblätter.

### Generative Merkmale
Die Blütezeit reicht in Mitteleuropa von Juli bis September oder Oktober. Die Blüten stehen in dichten, seitenachsel- oder endständigen Knäueln zusammen.
Die zwittrigen Blüten sind bei einem Durchmesser von 1,5 bis 2 Millimetern radiärsymmetrisch und fünfzählig mit doppelter Blütenhülle. Die hautrandigen Kelchblätter sind bei einer Länge von 1 bis 1,5 Millimeter eiförmig. Die weißlichen Kronblätter sind kürzer als die Kelchblätter. Jede Blüte enthält fünf Staubblätter und drei Griffel.
Die Schließfrucht ist bei einer Länge von 1 bis 1,5 Millimetern birnförmig und undeutlich dreikantig. Der Same ist schwach warzig.

### Chromosomenzahl
Die Chromosomenzahl beträgt 2n = 16, 18 (32) oder 54.

## Ökologie
Der Gewöhnliche Hirschsprung ist ein Therophyt. Meist findet man die Blüten kugelig geschlossen vor; beim Gemeinen Hirschsprung liegt Selbstbestäubung vor.

## Vorkommen und Gefährdung
Beim Gemeinen Hirschsprung handelt sich um ein subatlantisches bis submediterranes Florenelement, das seinen Arealschwerpunkt in Westeuropa und im westlichen bis zentralen Mitteleuropa hat. Im Norden kommt sie bis nach Mittelschweden und Südwestfinnland vor, im Mittelmeerraum ist sie in Küstengebieten zu finden. In der Neuen Welt sowie in Südafrika ist der Gemeine Hirschsprung ein Neophyt. Als einzige Art der Gattung  Corrigiola kommt der Gemeine Hirschsprung auch in Mitteleuropa vor. In der Schweiz kommt oder kam der Gewöhnliche Hirschsprung bei Basel vor.
Der Gewöhnliche Hirschsprung tritt vom Tiefland bis in mittlere Gebirgslage auf, im Schwarzwald etwa bis in Höhenlagen von 820 Metern; in den Alpen fehlt er.
Der Gewöhnliche Hirschsprung besiedelt feuchte Sandstandorte an Flussufern und in anderen offenen, wechselnassen Pionierfluren. Der Gemeine Hirschsprung ist in großen Flusstälern, beispielsweise an der mittleren Elbe, eine Stromtalpflanze, die am Ufer entlang der Wechselwasserzone vorkommt, ebenso an manchen Stauteichen und Talsperren. Darüber hinaus findet man sie als Sandpflanze (Psammophyt) auch auf krumenfeuchten Äckern, unbefestigten Wegen und ähnlichen offenen Rohbodenstandorten (auch: Truppenübungsplätze, Bahnanlagen, Industriegelände). Sie benötigt vegetationsarme, trockene bis wechselnasse (mitunter zeitweilig überschwemmte), mäßig nährstoffreiche und eher basen- und kalkarme Sand-, Kies- oder Schotterböden.
Der Gewöhnliche Hirschsprung ist nach den ökologischen Zeigerwerten von Ellenberg eine Lichtpflanze, mäßig wärmeliebend, ozeanisch verbreitet sowie ein Feuchte- und Mäßigsäurezeiger. Die ökologischen Zeigerwerte nach Landolt et al. 2010 sind in der Schweiz: Feuchtezahl F = 3+w (feucht aber mäßig wechselnd), Lichtzahl L = 4 (hell), Reaktionszahl R = 2 (sauer), Temperaturzahl T = 4+ (warm-kollin), Nährstoffzahl N = 3 (mäßig nährstoffarm bis mäßig nährstoffreich), Kontinentalitätszahl K = 1 (ozeanisch), Salztoleranz = 1 (tolerant).
Pflanzensoziologisch handelt es sich beim Gemeinen Hirschsprung um die namensgebende Charakterart der sehr seltenen Hirschsprung-Gesellschaft, Chenopodio polyspermi-Corrigioletum littoralis (Malcuit 1929) Hülbusch & R. Tx. in R. Tx. 1979, die zu den Zwergbinsen-Gesellschaften überleitet. Weiterhin tritt der Gemeine Hirschsprung auch in anderen Pflanzengesellschaften der Flussmelden-Fluren (Verband Chenopodion rubri) auf.
Der Gewöhnliche Hirschsprung ist eine konkurrenzschwache Pflanzenart mit spezifischen ökologischen Ansprüchen. In verschiedenen Ländern und Regionen wird ein Rückgang dieser Art beobachtet; daher steht sie beispielsweise auf der Roten Liste Deutschlands als „gefährdet“.

## Taxonomie
Die Erstveröffentlichung von Corrigiola litoralis erfolgte 1753 durch Carl von Linné in Species Plantarum, Tomus I, Seite 271.

## Trivialnamen
Für den Hirschsprung bestehen bzw. bestanden auch die weiteren deutschsprachigen Trivialnamen Lingenkraut, Braunes Knotengras, Strändling und Uferlingenkraut.